# Pandemia de gripe A (H1N1) de 2009 en Asia
La pandemia de gripe A (H1N1), que se inició en 2009, entró en Asia el 28 de abril del mismo año cuando Israel fue el primer país afectado.
Esta pandemia afectó, hasta el 7 de mayo de 2010 (fecha de la última actualización), a 48 de los 50 países asiáticos, de los cuales 40 ya confirmaron muertes. De todos los países asiáticos afectados, China tiene la mayor cantidad de casos confirmados, y la India tiene la mayor cantidad de muertes. Los únicos países que aún no registraron casos son: Turkmenistán y Uzbekistán.

## Países asiáticos con casos confirmados

### Afganistán
El virus de la gripe A (H1N1) entró en Afganistán el 8 de julio de 2009. Éste fue el 36º país en notificar casos de gripe A en el continente asiático.
Hasta el 7 de mayo de 2010 (fecha de la última actualización), Afganistán confirmó 853 casos y 17 muertes por la gripe A (H1N1).

### Arabia Saudita
El virus de la gripe A (H1N1) entró en Arabia Saudita el 3 de junio de 2009. Éste fue el 19º país en informar de casos de gripe A en el continente asiático.
El 3 de junio se confirma el primer caso en este país del Oriente Próximo. Casi dos meses después (27 de julio), el Ministerio de Salud saudí confirmó la primera víctima fatal: un hombre de treinta años, internado en un hospital de la ciudad de Damam, en el este de Arabia Saudí.
Arabia Saudita anunció la segunda muerte causada por la gripe A (H1N1), dijo el 30 de julio el Ministerio de Salud. El deceso ocurrido fue el de una mujer indonesia de 28 años de edad, quien fue internada el 27 de julio en el hospital central Damman (dijo el ministerio).
Hasta el 7 de mayo de 2010 (fecha de la última actualización), Arabia Saudita confirmó 14.500 casos y 128 muertes por la gripe A (H1N1).

### Armenia
El virus de la gripe A (H1N1) entró en Armenia el 8 de noviembre de 2009. Éste fue el 47º país en informar de casos de gripe A en el continente asiático.
Hasta el 7 de mayo de 2010 (fecha de la última actualización), Armenia confirmó 119 casos y 3 muertes por la gripe A (H1N1).

### Azerbaiyán
El virus de la gripe A (H1N1) entró en Azerbaiyán el 30 de julio de 2009. Éste fue el 41º país en informar de casos de gripe A en el continente asiático.
El 27 de abril, Azerbaiyán prohibió la importación de productos de ganadería de las Américas. Según el Jefe del Servicio Veterinario Estatal (del Ministerio de Agricultura), Ismayil Hasanov, los productos traídos al país desde el 27 de abril recibieron certificados que confirmaban que aquellos productos eran seguros. AZAL tomó medidas de seguridad adicionales y una unidad de cuarentena sanitaria del Ministerio de Sanidad. Después el Aeropuerto Internacional Heydar Aliyev comenzó a funcionar con todos los aviones y pasajeros comprobados antes de cada vuelo.
El Ministro de salud azerí, Ogtay Shiraliyev, dijo que la orden preparada por él para la realización de medidas necesarias en centros médicos epidemiológicos y otros, las considera buenas. "Azerbaiyán está listo para esta cuestión", dijo él. Según el ministro de Agricultura, Ismat Abbasov, el Servicio Veterinario Estatal puso a los cerdos en sitios cerrados dentro de las granjas. Abbasov también dijo: "Puedo decir con toda responsabilidad que la situación preventiva contra el virus de la gripe A es estable en Azerbaiyán'.
El 2 de mayo, todos los puntos de control fronterizos con Rusia pasaron a poner barreras de desinfección tanto para coches como para los peatones. Los servicios veterinarios en los puntos de control intensificaron sus actividades.
El 30 de julio se confirma el primer caso de gripe A (H1N1) en Azerbaiyán. Hasta el 7 de mayo de 2010 (fecha de la última actualización), se confirmaron 14 casos.

### Baréin
El virus de la gripe A (H1N1) entró en Bahréin el 25 de mayo de 2009. Éste fue el 14º país en notificar casos de gripe A en el continente asiático.
Hasta el 7 de mayo de 2010 (fecha de la última actualización), Baréin confirmó 1.325 casos y 8 muertes por la gripe A (H1N1).

### Bangladés
El virus de la gripe A (H1N1) entró en Bangladesh el 19 de junio de 2009. Éste fue el 27º país en notificar casos de gripe A en el continente asiático.
Fue anunciado el 29 de abril de 2009 por el ministro de la Salud de Bangladés, Ruhal Haque, que la proyección de viajeros internacionales entrantes para la gripe A (H1N1) comenzaría en el principal aeropuerto internacional del país. Después de una reunión interministerial acerca de la gripe A, Haque dijo a la prensa que aquellos viajeros (en particular) que vengan de los países afectados serán examinados en el Aeropuerto Internacional Zia, en la capital Daca. Un ciudadano bangladesí, quien recientemente volvió de EE. UU, ha sido descubierto con la gripe A (H1N1) el 19 de junio, siendo el primer caso confirmado en el país.
Hasta el 7 de mayo de 2010 (fecha de la última actualización), Bangladés confirmó 818 casos y 6 muertes por la gripe A (H1N1).

### Birmania
El virus de la gripe A (H1N1) entró en Myanmar el 27 de junio de 2009. Éste fue el 33º país en notificar casos de gripe A en el continente asiático.
El 27 de junio, la Radio estatal birmana "Myanmar" confirmó el primer caso de la gripe A (H1N1) en una niña de 13 años que volvía de un viaje desde Singapur.
Hasta el 7 de mayo de 2010 (fecha de la última actualización), Birmania (conocido también como Birmania) confirmó 137 casos de gripe A (H1N1).

### Brunéi
El virus de la gripe A (H1N1) entró en Brunéi el 21 de junio de 2009. Éste fue el 28º país en notificar casos de gripe A en el continente asiático.
El Sultanato de Brunéi reportó su primer caso el 21 de junio de 2009. Se trataba de un estudiante de 19 años, que llegó desde Londres al sultanato para pasar ahí sus vacaciones. 
El primer deceso en Brunéi aconteció 11 días después de la llegada de virus H1N1.
Hasta el 7 de mayo de 2010 (fecha de la última actualización), Brunéi confirmó 971 casos y 2 muertes por la gripe A (H1N1).

### Bután
El virus de la gripe A (H1N1) entró en Bután el 23 de julio de 2009. Éste fue el 38º país en notificar casos de gripe A en el continente asiático.
Hasta el 7 de mayo de 2010 (fecha de la última actualización), Bután confirmó 16 casos de gripe A (H1N1).

### Camboya
El virus de la gripe A (H1N1) entró en Camboya el 24 de junio de 2009. Éste fue el 30º país en reportar casos de gripe A en el continente asiático.
Las autoridades de salud de Camboya permanecieron en alerta pero confiadas en que el país ha sido preparado para una pandemia de gripe. A pesar de que la "gripe porcina" no se transmite a través de productos porcinos, la Asociación Raiser de cerdos de Camboya pidió al gobierno la prohibición de las importaciones de cerdos vivos. Pero Khlauk Chuon, director del "Camcontrol" (afiliado al Ministerio de Comercio), dijo que ellos prohibirían solo importaciones de cerdos vivos desde países que se contagiaron con la pandemia de gripe A (H1N1).
Hasta el 7 de mayo de 2010 (fecha de la última actualización), Camboya confirmó 531 casos y 6 muertes por la gripe A (H1N1).

### Catar
El virus de la gripe A (H1N1) entró en Catar el 16 de junio de 2009. Éste fue el 22º país en notificar casos de gripe A en el continente asiático.
Hasta el 7 de mayo de 2010 (fecha de la última actualización), Catar confirmó 550 casos y 10 muertes por la gripe A (H1N1).

### China
El virus de la gripe A (H1N1) entró en China el 10 de mayo de 2009. Éste fue el segundo país en notificar casos de gripe A en el continente asiático.
La Administración General de Supervisión de Calidad, Inspección y Cuarentena (AQSIQ) de China, emitió un aviso de emergencia en la tarde del 26 de abril a los visitantes que regresaban de las zonas afectadas por la gripe, el cual decía que dentro de dos semanas estarían en cuarentena si experimentaban síntomas de gripe.
Sin embargo, la primera persona contagiada en la China continental por la pandemia se trató de un joven chino proveniente de San Luis, Misuri, Estados Unidos, el 11 de mayo. Pero el primer caso "autóctono" en la China continental se dio en la provincia de Sichuan, en la cual se indicó que se trataba de un hombre de 30 años que estaba siendo tratado en un hospital en la capital de la provincia Chengdu y puesto en cuarentena.

### Chipre
El virus de la gripe A (H1N1) entró en Chipre el 30 de mayo de 2009. Éste fue el 16º país en notificar casos de gripe A en el continente asiático.
El primer caso confirmados se trataba de una mujer de 39 años que había regresado de los Estados Unidos. 
Hasta el 7 de mayo de 2010 (fecha de la última actualización), Chipre confirmó 297 casos y 10 muertes por la gripe A (H1N1).

### Corea del Norte
El virus de la gripe A (H1N1) entró en Corea del Norte el 16 de noviembre de 2009. Éste fue el 48º país en notificar casos de gripe A en el continente asiático.
Hasta el 7 de mayo de 2010 (fecha de la última actualización), Corea del Norte confirmó 27 casos y 10 muertes por la gripe A (H1N1).

### Corea del Sur
El virus de la gripe A (H1N1) entró en Corea del Sur el 2 de mayo de 2009. Este fue el tercer país en notificar casos de gripe A en el continente asiático. La primera víctima infectada de Corea del Sur por la pandemia se trató de una monja de 51 años de edad que acababa de regresar de México.

### Emiratos Árabes Unidos
El virus de la gripe A (H1N1) entró en los Emiratos Árabes Unidos el 24 de mayo de 2009. Éste fue el 13º país en notificar casos de gripe A en el continente asiático.
Hasta el 7 de mayo de 2010 (fecha de la última actualización), los Emiratos Árabes Unidos confirmaron 125 casos y 6 muertes por la gripe A (H1N1).

### Filipinas
El virus de la gripe A (H1N1) entró en Filipinas el 21 de mayo de 2009. Éste fue el 10º país en notificar casos de gripe A en el continente asiático.
La primera infectada de las Filipinas fue una niña de 10 años que llegó a Filipinas el 18 de mayo, siendo hospitalizada al día siguiente en el Instituto de Investigación para Medicina Tropical en Muntinlupa City. El mismo día (21 de mayo), el secretario del Departamento de Salud (DOH por sus siglas en inglés), Francisco Duque, confirmó el caso. El 22 de mayo se hizo una rueda de prensa en la oficina regional de la Organización Mundial de la Salud en Manila, en la cual el Secretario Duque anunció el primer caso en el país de gripe A (H1N1).

### Georgia
El virus de la gripe A (H1N1) entró en Georgia el 19 de julio de 2009. Éste fue el 37º país en notificar casos de gripe A en el continente asiático.
Hasta el 7 de mayo de 2010 (fecha de la última actualización), Georgia confirmó 1.300 casos y 33 muertes por la gripe A (H1N1).

### Hong Kong
El virus de la gripe A (H1N1) entró en Hong Kong el 1 de mayo de 2009. Éste fue el primer territorio (dependencia) en notificar casos de gripe A en el continente asiático.
El 1 de mayo, se notificó el primer caso confirmado de gripe A en Hong Kong, después de haber sido positivo en la prueba hecha por la Universidad de Hong Kong y el Departamento de Salud de Hong Kong. 
El 2 de mayo, un total de 12 huéspedes del Metropark Hotel que no estaban dispuestos a permanecer en el hotel, fueron trasladados al hotel Lady MacLehose en Sai Kung de cuarentena.

### India
El virus de la gripe A (H1N1) entró en la India el 16 de mayo de 2009. Éste fue el 7º país en notificar casos de gripe A en el continente asiático.
Poco después del brote del virus A (H1N1) en los Estados Unidos y México, el Gobierno de la India inició la inspección de personas procedentes de los países afectados en los aeropuertos ante cualquier sospecha de los síntomas de la gripe A (H1N1). El primer caso de la gripe en la India fue registrado en el aeropuerto de Hyderabad el 13 de mayo. El infectado era un hombre proveniente de los Estados Unidos. Posteriormente, más casos confirmados fueron notificados, y la tasa de transmisión de la gripe aumentó en el comienzo en agosto. La primera muerte por la gripe A (H1N1) en la India se produjo en Pune, y el pánico comenzó a extenderse.
Hasta el 7 de mayo de 2010 (fecha de la última actualización), India confirmó 29.599 casos y 1.501 muertes por la gripe A (H1N1).

### Indonesia
El virus de la gripe A (H1N1) entró en Indonesia el 24 de junio de 2009. Éste fue el 31º país en notificar casos de gripe A en el continente asiático.
El 24 de junio de 2009, dos hombres fueron los primeros casos confirmados en Indonesia.
Hasta el 7 de mayo de 2010 (fecha de la última actualización), Indonesia reportó 1.098 casos y 10 muertes por la gripe A (H1N1).

### Irak
El virus de la gripe A (H1N1) entró en Irak el 24 de junio de 2009. Éste fue el 32º país en notificar casos de gripe A en el continente asiático.
Hasta el 7 de mayo de 2010 (fecha de la última actualización), Irak confirmó 2.880 casos y 42 muertes por la gripe A (H1N1).

### Irán
El virus de la gripe A (H1N1) entró en Irán el 22 de junio de 2009. Éste fue el 29º país en notificar casos de gripe A en el continente asiático.
Hasta el 7 de mayo de 2010 (fecha de la última actualización), Irán reportó 3.672 casos y 147 muertes por la gripe A (H1N1).

### Israel
El virus de la gripe A (H1N1) entró en Israel el 28 de abril de 2009. Éste fue el primer país en notificar casos de gripe A en el continente asiático.
El 2 de mayo el Ministerio da Salud de Israel confirmó el tercer caso de influenza humana en el país: un hombre de 34 años que viajó a México. El paciente fue internado en un hospital de Tel Aviv junto con su esposa, y posteriormente fueron llevados a cuarentena mientras que los responsables del hospital explicaron que los dos estaban en buen estado de salud.
Israel nombró a la enfermedad como gripe mexicana, lo cual tuvo fuerte impacto de discriminación hacia los mexicanos en otros países. Pero el gobierno israelí prohíbe a judíos y musulmanes nombrar a la enfermedad como gripe mexicana para evitar conflictos severos con el gobierno mexicano.

### Japón
El virus de la gripe A (H1N1) entró en Japón el 8 de mayo de 2009. Éste fue el 4º país en informar de casos de gripe A en el continente asiático.
El Ministerio de Agricultura, Silvicultura y Pesca de Japón ordenó una cuarentena animal a través de las oficinas de Japón, para examinar cualquier cerdo vivo y asegurarse de que no están infectados con la gripe porcina. El ministro de Agricultura Japonés, Shigeru Ishiba, emitió un comunicado en televisión para tranquilizar a los clientes diciéndoles que era seguro comer carne de cerdo. El ministro japonés dijo que no se harían controles en las importaciones de carne de cerdo, debido a que es poco probable que este se encuentre en los cerdos (siendo posible que el virus muera al cocinar la carne). Otra medida tomada por el gobierno japonés fue instalar un sistema de control en la puerta de llegada para los vuelos mexicanos que mide la temperatura de los viajeros.

### Jordania
El virus de la gripe A (H1N1) entró en Jordania el 16 de junio de 2009. Éste fue el 21º país en notificar casos de gripe A en el continente asiático.
Hasta el 7 de mayo de 2010 (fecha de la última actualización), Jordania confirmó 3.033 casos y 19 muertes por la gripe A (H1N1).

### Kazajistán
El virus de la gripe A (H1N1) entró en Kazajistán el 23 de julio de 2009. Éste fue el 39º país en notificar casos de gripe A en el continente asiático.
Hasta el 7 de mayo de 2010 (fecha de la última actualización), Kazajistán confirmó 17 casos de gripe A (H1N1).

### Kirguistán
El virus de la gripe A (H1N1) entró en Kirguistán el 24 de agosto de 2009. Éste fue el 44º país en reportar casos de gripe A en el continente asiático.
Hasta el 7 de mayo de 2010 (fecha de la última actualización), Kirguistán confirmó 61 casos de gripe A (H1N1).

### Kuwait
El virus de la gripe A (H1N1) entró en Kuwait el 23 de mayo de 2009. Éste fue el 12º país en notificar casos de gripe A en el continente asiático.
El 23 de mayo, se registraron al menos 18 casos de gripe A (H1N1) en Kuwait, en los cuales estaban soldados estadounidenses.

Los soldados recibieron tratamiento en una base militar estadounidense, y algunos abandonaron el país. La embajada de Estados Unidos indicó que se han confirmado "de manera provisional" algunos casos, pero no añadió detalles. Aseguró que los soldados no tuvieron contacto alguno con la población de Kuwait.
Hasta el 7 de mayo de 2010 (fecha de la última actualización), Kuwait confirmó 8.669 casos y 30 muertes por la gripe A (H1N1).

### Laos
El virus de la gripe A (H1N1) entró en Laos el 18 de junio de 2009. Éste fue el 26º país en notificar casos de gripe A en el continente asiático.
Hasta el 7 de mayo de 2010 (fecha de la última actualización), Laos confirmó 242 casos y una muerte por la gripe A (H1N1).

### Líbano
El virus de la gripe A (H1N1) entró en el Líbano el 30 de mayo de 2009. Éste fue el 17º país en notificar casos de gripe A en el continente asiático.
Tres casos de gripe A (H1N1) han sido diagnosticados en el Líbano: la primera fue anunciada el sábado 30 de mayo por el ministro de Salud Mohammad Jawad Khalifeh. "Un hombre libanés que estuvo en España, y dos canadienses que llegaron al Líbano hace una semana, están sufriendo a causa de la gripe porcina", dijo a la AFP Khalifeh. "Se los puso en cuarentena, y las muestras de sangre que hemos tomado todos los días han demostrado ser positivos." El hombre libanés y las dos canadienses (una mujer y su hija) estuvieron con el tratamiento médico adecuado. En una conferencia de prensa, el ministro de salud dijo que el hombre era parte de un grupo de 22 libaneses que habían estado asistiendo a un seminario de formación en España; un instituto donde la enfermedad se detectó más tarde. "Eso nos llevó a revisar la salud de todos los pasajeros a bordo del avión en el que el grupo regresaba, y se detectó un caso", dijo Khalifeh. "Vamos a tener que tomar medidas adicionales" -añadió- "y vamos a tomar más precauciones en el aeropuerto." Por último, dijo que las autoridades sanitarias pueden utilizar escáneres térmicos en los aeropuertos para detectar pasajeros con fiebre. "La situación está bajo control", dijo. 
El Ministro de Sanidad libanés, Mohammad Khalifeh, exhortó a los ciudadanos a dejar el hábito de saludar con besos. También pidió que los escolares afectados se mantengan en casa, y que el viaje a países en los que se han confirmado casos deben evitarse. Beirut, la capital libanesa, también prohibió la importación de carne de cerdo. 
Hasta el 7 de mayo de 2010 (fecha de la última actualización), Líbano confirmó 1.838 casos y 5 muertes por la gripe A (H1N1).

### Macao
El virus de la gripe A (H1N1) entró en Macao el 18 de junio de 2009. Éste fue el segundo territorio (dependencia) en notificar casos de gripe A en el continente asiático.

### Malasia
El virus de la gripe A (H1N1) entró en Malasia el 15 de mayo de 2009. Éste fue el 6º país en notificar casos de gripe A en el continente asiático.
Según el Ministerio de Salud de Malasia (encabezada por Liow Tiong Lai), exámenes de salud se han llevado a cabo a partir del 17 de abril en los pasajeros que viajan hacia y desde México por vías terrestres, marítimas y aéreas. El Ministerio de Salud ha activado su sala de operaciones para supervisar la situación de la gripe A (H1N1), apoyado por médicos conocedores del tratamiento de casos con síntomas de enfermedad tipo influenza o neumonía grave. Como varios países de Asia han hecho, escáneres térmicos se instalaron en los puntos de entrada en el Aeropuerto Internacional de Kuala Lumpur (KLIA) tras el inicio de la alerta mundial sobre la gripe. También se impusieron en la frontera con Tailandia a finales de abril. Fueron asignadas varias habitaciones en 28 hospitales para cuarentenas, y el país cuenta con existencias de más de 2 millones de dosis de Tamiflu (Oseltamivir) a partir de mayo de 2009. 
El país no había informado de casos sospechosos antes de 4 de mayo de 2009, pues todos los casos dieron resultados negativos entre el 4 y 15 de mayo. El 15 de mayo, el Ministerio de Salud de Malasia confirmó el primer caso de gripe A (H1N1) en una persona de 21 años de edad, estudiante que había llegado a la KLIA el 13 de mayo a través de un vuelo de Malaysia Airlines (MH091) proveniente de Newark, Nueva Jersey, EUA, y con destino a Estocolmo (Aeropuerto de Arlanda). Luego un segundo caso fue confirmado el 16 de mayo: el de una estudiante que compartió el mismo vuelo con la primera víctima, abordando ambos un vuelo de AirAsia (AK5358) desde Kuala Lumpur, con escala en el aeropuerto internacional de Penang, ubicado en George Town, Pulau Pinang, Malasia. Esto hizo que Malasia se convirtiera en el 36º país a nivel mundial en detectar la gripe A (H1N1) dentro de sus fronteras. 
Hasta el 7 de mayo de 2010 (fecha de la última actualización), Malasia confirmó 12.210 casos y 82 muertes por la gripe A (H1N1).

### Maldivas
El virus de la gripe A (H1N1) entró en las Maldivas el 24 de julio de 2009. Éste fue el 40º país en notificar casos de gripe A en el continente asiático.
Hasta el 7 de mayo de 2010 (fecha de la última actualización), las Maldivas confirmaron 35 casos y una muerte por la gripe A (H1N1).

### Mongolia
El virus de la gripe A (H1N1) entró en Mongolia el 13 de octubre de 2009. Éste fue el 46º país en notificar casos de gripe A en el continente asiático.
Hasta el 7 de mayo de 2010 (fecha de la última actualización), Mongolia confirmó 1.259 casos y 30 muertes por la gripe A (H1N1).

### Nepal
El virus de la gripe A (H1N1) entró en Nepal el 29 de junio de 2009. Éste fue el 34º país en notificar casos de gripe A en el continente asiático.
El 29 de junio, los primeros portadores eran 3 miembros de una familia: 1 mujer de 38 años, 1 hombre de 44 años y 1 niño de 8 años de edad.
Hasta el 7 de mayo de 2010 (fecha de la última actualización), Nepal confirmó 172 casos y 3 muertes por la gripe A (H1N1).

### Omán
El virus de la gripe A (H1N1) entró en Omán el 3 de junio de 2009. Éste fue el 20º país en notificar casos de gripe A en el continente asiático.
El 28 de mayo de 2009 se confirmaron 3 casos a las 12:00 UTC. Hasta el 7 de mayo de 2010 (fecha de la última actualización), Omán confirmó 6.349 casos y 33 muertes por la gripe A (H1N1).

### Pakistán
El virus de la gripe A (H1N1) entró en Pakistán el 3 de agosto de 2009. Éste fue el 42º país en notificar casos de gripe A en el continente asiático.
Hasta el 7 de mayo de 2010 (fecha de la última actualización), Pakistán confirmó 253 casos y 25 muertes por la gripe A (H1N1).

### Palestina
El virus de la gripe A (H1N1) entró en Palestina el 11 de junio de 2009. Éste fue el 20º país en notificar casos de gripe A en el continente asiático.
Hasta el 7 de mayo de 2010 (fecha de la última actualización), Palestina confirmó 1.676 casos y 43 muertes por la gripe A (H1N1).

### Singapur
El virus de la gripe A (H1N1) entró en Singapur el 27 de mayo de 2009. Éste fue el 15º país en notificar casos de gripe A en el continente asiático.
El 27 de mayo de 2009, Singapur confirmó su primer caso de gripe A (H1N1). La paciente, de 22 años de edad, estuvo en tratamiento en el Centro de Enfermedades Transmisibles en el Hospital Tan Tock Seng (TTSH), y ahora está estable. Fue a Nueva York del 14 al 24 de mayo, y regresó a Singapur el 26 de mayo. Ella comenzó a desarrollar una tos a bordo del avión. Más tarde en la mañana, consultó a un médico que decidió enviarla al TTSH a través de una ambulancia. De inmediato se la sometió a la prueba. La confirmación de laboratorio de la infección se hizo antes de la medianoche del mismo 26 de mayo.  
El 28 de mayo se confirmaron 3 casos más a las 21:00, hora local (UTC+8). Todos habían viajado a EE. UU.
A partir del 3 de junio de 2009, el Sistema de Respuesta en caso de brotes de enfermedades se encuentra en alerta amarilla. El Ministro de Salud de Singapur, Khaw Boon Wan, ha instado a los ciudadanos a tener cuidado con los viajes a las zonas afectadas. Si el viaje fuere inevitable, se aconseja al público a tomar medidas de precaución (tales como evitar las zonas de hacinamiento, y mantener altos estándares de higiene personal en todo momento).
Hasta el 7 de mayo de 2010 (fecha de la última actualización), Singapur confirmó 1.217 casos y 21 muertes por la gripe A (H1N1).

### Siria
El virus de la gripe A (H1N1) entró en Siria el 4 de julio de 2009. Éste fue el 35º país en notificar casos de gripe A en el continente asiático.
El primer caso de gripe A (H1N1) en Siria entró el 4 de julio de 2009. Después, el virus de la influenza A causó su primera muerte el 26 de agosto de 2009. La información la dio a conocer el Ministerio de Salud de ese país, diciendo que se trataba de un hombre, pero sin emitir su nombre y edad. A la vez, las autoridades encargadas de la salud en Siria, aseguraron que 25 individuos afectados por el virus se encuentran recuperados. 
Hasta el 7 de mayo de 2010 (fecha de la última actualización), Siria confirmó 452 casos y 152 muertes por la gripe A (H1N1).

### Sri Lanka
El virus de la gripe A (H1N1) entró en Sri Lanka el 16 de junio de 2009. Éste fue el 23º país en notificar casos de gripe A en el continente asiático.
Hasta el 7 de mayo de 2010 (fecha de la última actualización), Sri Lanka confirmó 642 casos y 48 muertes por la gripe A (H1N1).

### Tailandia
El virus de la gripe A (H1N1) entró en Tailandia el 12 de mayo de 2009. Éste fue el 5º país en notificar casos de gripe A en el continente asiático.
Hasta el 7 de mayo de 2010 (fecha de la última actualización), Tailandia confirmó 31.902 casos y 225 muertes por la gripe A (H1N1).

### Taiwán
El virus de la gripe A (H1N1) entró en la República de China (Taiwán) el 19 de mayo de 2009. Éste fue el 9º país en notificar casos de gripe A en el continente asiático.
El virus llegó a Taiwán el miércoles 20 de mayo, cuando funcionarios de salud de Taiwán reportaron su primer caso de influenza A (H1N1) en un hombre extranjero que ingresó a la isla proveniente de Estados Unidos. El infectado había dejado Taiwán el 20 de abril, y se fue hacia Nueva York. Estuvo allá en un barco realizando trabajo médico hasta el 17 de mayo de 2009.

### Tayikistán
El virus de la gripe A (H1N1) entró en Tayikistán el 4 de octubre de 2009. Éste fue el 45º país en notificar casos de gripe A en el continente asiático.
Hasta el 7 de mayo de 2010 (fecha de la última actualización), Tayikistán confirmó 16 casos de gripe A (H1N1).

### Timor Oriental
El virus de la gripe A (H1N1) entró en Timor Oriental el 12 de agosto de 2009. Éste fue el 43º país en notificar casos de gripe A en el continente asiático.
Hasta el 7 de mayo de 2010 (fecha de la última actualización), Timor Oriental confirmó 6 casos de gripe A (H1N1).

### Turquía
El virus de la gripe A (H1N1) entró en Turquía el 16 de mayo de 2009. Éste fue el 8º país en notificar casos de gripe A en el continente asiático.
El 16 de mayo se registraron los dos primeros casos del país, cuando dos ciudadanos turcos venían de Estados Unidos.
Hasta el 7 de mayo de 2010 (fecha de la última actualización), Turquía confirmó 12.316 casos y 627 muertes por la gripe A (H1N1).

### Vietnam
El virus de la gripe A (H1N1) entró en Vietnam el 30 de mayo de 2009. Éste fue el 18º país en notificar casos de gripe A en el continente asiático.
A partir del 30 de mayo de 2009, el Gobierno de Vietnam anunció su primer caso de gripe A (H1N1) en el país. Era una estudiante vietnamita de 23 años de edad, quien regresaba de los Estados Unidos.
Hasta el 7 de mayo de 2010 (fecha de la última actualización), Vietnam confirmó 11.186 casos y 58 muertes por la gripe A (H1N1).

### Yemen
El virus de la gripe A (H1N1) entró en Yemen el 16 de junio de 2009. Éste fue el 24º país en notificar casos de gripe A en el continente asiático.
Hasta el 7 de mayo de 2010 (fecha de la última actualización), Yemen conoció 5.038 casos y 31 muertes por la gripe A (H1N1).

## Cronología
| País o dependencia     | Confirmación del primer caso |
| ---------------------- | ---------------------------- |
| Israel                 | 28 de abril de 2009          |
| Hong Kong              | 1 de mayo de 2009            |
| Corea del Sur          | 2 de mayo de 2009            |
| Japón                  | 8 de mayo de 2009            |
| China                  | 10 de mayo de 2009           |
| Tailandia              | 12 de mayo de 2009           |
| Malasia                | 15 de mayo de 2009           |
| India                  | 16 de mayo de 2009           |
| Turquía                | 16 de mayo de 2009           |
| Taiwán                 | 19 de mayo de 2009           |
| Filipinas              | 21 de mayo de 2009           |
| Rusia                  | 22 de mayo de 2009           |
| Kuwait                 | 23 de mayo de 2009           |
| Emiratos Árabes Unidos | 24 de mayo de 2009           |
| Baréin                 | 25 de mayo de 2009           |
| Singapur               | 27 de mayo de 2009           |
| Chipre                 | 30 de mayo de 2009           |
| Líbano                 | 30 de mayo de 2009           |
| Vietnam                | 30 de mayo de 2009           |
| Arabia Saudita         | 3 de junio de 2009           |
| Palestina              | 11 de junio de 2009          |
| Jordania               | 16 de junio de 2009          |
| Catar                  | 16 de junio de 2009          |
| Sri Lanka              | 16 de junio de 2009          |
| Yemen                  | 16 de junio de 2009          |
| Omán                   | 17 de junio de 2009          |
| Laos                   | 18 de junio de 2009          |
| Macao                  | 18 de junio de 2009          |
| Bangladés              | 19 de junio de 2009          |
| Brunéi                 | 21 de junio de 2009          |
| Irán                   | 22 de junio de 2009          |
| Indonesia              | 24 de junio de 2009          |
| Camboya                | 24 de junio de 2009          |
| Irak                   | 24 de junio de 2009          |
| Birmania (Birmania)    | 27 de junio de 2009          |
| Nepal                  | 29 de junio de 2009          |
| Siria                  | 4 de julio de 2009           |
| Afganistán             | 8 de julio de 2009           |
| Georgia                | 19 de julio de 2009          |
| Bután                  | 23 de julio de 2009          |
| Kazajistán             | 23 de julio de 2009          |
| Maldivas               | 24 de julio de 2009          |
| Azerbaiyán             | 30 de julio de 2009          |
| Pakistán               | 3 de agosto de 2009          |
| Timor Oriental         | 12 de agosto de 2009         |
| Kirguistán             | 24 de agosto de 2009         |
| Tayikistán             | 4 de octubre de 2009         |
| Mongolia               | 13 de octubre de 2009        |
| Armenia                | 8 de noviembre de 2009       |
| Corea del Norte        | 16 de noviembre de 2009      |
| Uzbekistán             | 12 de febrero de 2010        |

| País o dependencia     | Confirmación de la primera muerte |
| ---------------------- | --------------------------------- |
| Filipinas              | 22 de junio de 2009               |
| Tailandia              | 27 de junio de 2009               |
| Brunéi                 | 2 de julio de 2009                |
| Hong Kong              | 10 de julio de 2009               |
| Singapur               | 16 de julio de 2009               |
| Laos                   | 22 de julio de 2009               |
| Malasia                | 23 de julio de 2009               |
| Indonesia              | 26 de julio de 2009               |
| Israel                 | 27 de julio de 2009               |
| Arabia Saudita         | 27 de julio de 2009               |
| Líbano                 | 4 de septiembre de 2009           |
| Taiwán                 | 30 de julio de 2009               |
| Catar                  | 31 de julio de 2009               |
| India                  | 2 de agosto de 2009               |
| Vietnam                | 4 de agosto de 2009               |
| Irán                   | 5 de agosto de 2009               |
| Palestina              | 7 de agosto de 2009               |
| Irak                   | 9 de agosto de 2009               |
| Corea del Sur          | 15 de agosto de 2009              |
| Japón                  | 15 de agosto de 2009              |
| Yemen                  | 18 de agosto de 2009              |
| Emiratos Árabes Unidos | 20 de agosto de 2009              |
| Omán                   | 21 de agosto de 2009              |
| Siria                  | 26 de agosto de 2009              |
| Bangladés              | 29 de agosto de 2009              |
| Baréin                 | 31 de agosto de 2009              |
| Macao                  | 2 de septiembre de 2009           |
| Camboya                | 28 de septiembre de 2009          |
| China                  | 6 de octubre de 2009              |
| Jordania               | 13 de octubre de 2009             |
| Mongolia               | 23 de octubre de 2009             |
| Turquía                | 24 de octubre de 2009             |
| Rusia                  | 27 de octubre de 2009             |
| Afganistán             | 29 de octubre de 2009             |
| Pakistán               | 7 de noviembre de 2009            |
| Azerbaiyán             | 12 de noviembre de 2009           |
| Chipre                 | 13 de noviembre de 2009           |
| Maldivas               | 18 de noviembre de 2009           |
| Corea del Norte        | 7 de diciembre de 2009            |
| Armenia                | 13 de diciembre de 2009           |
| Georgia                | 14 de diciembre de 2009           |
| Nepal                  | 27 de diciembre de 2009           |
|                        |                                   |